# Лор'ян (футбольний клуб)
Лор'ян – французький футбольний клуб, заснований у 1926 році. Повна назва клубу — Футбольний Клуб «Лор'ян-Бретань Сюд» (фр. Football Club Lorient-Bretagne Sud).

## Історія
Футбольний клуб «Лор'ян» був заснований у 1926 році. Однак професійним клубом «Лор'ян» став лише у 1970 році. Своєму успіху команда завдячує багаторічному тренеру Крістіану Гуркюффу, який за 10 сезонів вивів «Лор'ян» у Перший Дивізіон і навіть закріпився в еліті. Вперше «Лор'ян» вийшов у Перший дивізіон у 1998 році, коли Франція стала чемпіоном світу.
Галас у новинах футболу Франції «Лор'ян» здійняв у 2002 році, коли плентаючись у хвості турнірної таблиці, зумів вибороти Кубок Франції і кваліфікуватись у Кубок УЄФА. Однак на євроарені «Лор'ян» зіграв лише 2 матчі, поступившись турецькому «Денізліспору». Найвище місце у чемпіонаті Франції у своїй історії «Лор'ян» зайняв у 2010 році — сьома сходинка із рекордними 58 очками та 54 забитими голами.
У Франції гравців та фанів клубу «Лор'ян» називають мерлузами. Це вид риб, поширений на узбережжі Атлантичного океану, де і розташоване місто Лор'ян. Найвідомішим вихованцем «Лор'яна» є Андре-П'єр Жиньяк.
У «Лор'яна» є свої фани ультрас — організація «Мерлюс Ультрас» заснована у 1995 році.
Для «Лор'яна» дербі вважаються футбольні матчі із «Брестом» та «Ренном».

## Досягнення
- Ліга 2
  - Переможці (2): 1997/98, 2000/01

- Кубок Франції
  - Переможці (1): 2001/02

- Регіональна ліга Захід
  - Переможці (1):  1932

- Суперкубок Франції
  - Фіналіст (1): 2002

- Кубок Французької ліги
  - Фіналіст (1): 2001/02

## Відомі гравці
- Жан-Клод Даршевілль
- Паскаль Фейндуно
- Сейду Кейта
- Кевін Гамейро
- Робсон
- Венсан Абубакар